# Ōoka Tadasuke

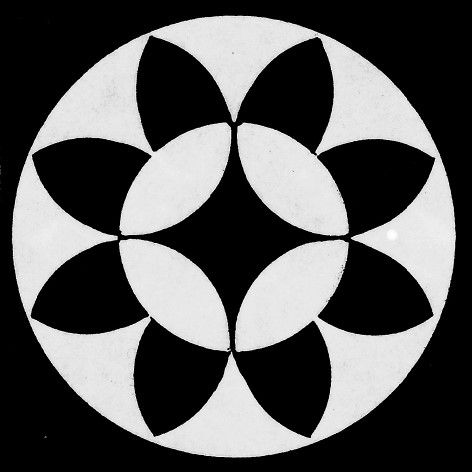
Wappen der Ōoka
(Ōoka shippō)

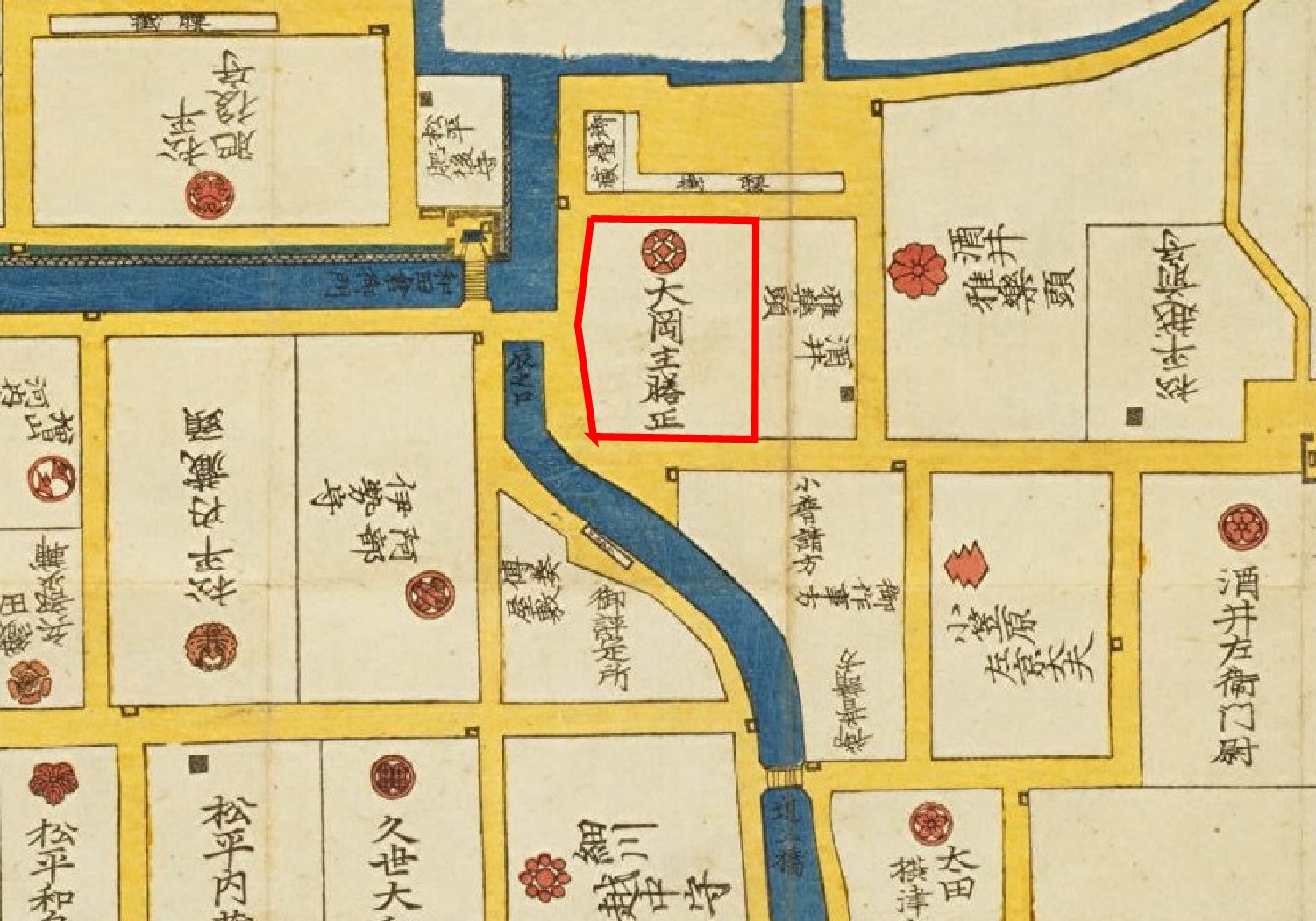
Ōoka-Residenz in Edo

Ōoka Tadasuke (japanisch 大岡 忠相; * 1677; 3. Februar 1751) war ein hoher Beamter des Bakufu und Daimyō in der mittleren Edo-Zeit. Er ist bekannt für seine weise Amtsführung.

## Leben und Wirken
Ōoka Tadasukes Kindheitsname war Motome (救馬), später hieß er Ichijūrō (市十郎) und Chūsaemon (忠右衛門). Er war der vierte Sohn des höheren Samurai Ōoka Tadadaka (大岡忠高) des Kishū-han, der über ein Einkommen von 2.700 Koku verfügte. Aufgezogen wurde Tadasuke von einem Verwandten, Tadazane (忠真), mit einem Einkommen von 1.920 Koku. Es wird berichtet, dass er bereits früh die Anerkennung des amtierenden Fürsten der Kii-Tokugawa und späteren Shōguns Tokugawa Yoshimunes besessen haben soll, da er in einem Gerichtsverfahren einer gegen das Daimyat klagenden Familie Recht zugesprochen hatte. Sonst ist über seine Tätigkeit bis zum 35. Lebensjahr kaum etwas bekannt.
1702 wurde Tadasuke in Edo mit Aufgaben in der Residenz (書院番士, Shoin banshi) betraut, und stieg dann weiter auf. 1712 wurde er zum Kommissar für Yamada (山田奉行, Yamada Bugyō) ernannt, erhielt den „folgenden 5. unteren Hofrang“ (従五位下, jūgoishita) und den Titel Noto no kami (能登守). 1716 ging er zurück nach Edo und wurde dort Kommissar für Erneuerungen (普請奉行, fushin bugyō), dann Stadtkommissar  (町奉行, machi bugyō). Dazu erhielt er den Titel Echizen no kami. 1736 wurde er, noch außergewöhnlicher für einen Beamten aus dem Hatamoto-Stand, Kommissar für Tempel und Schreine (寺社奉行, jisha bugyō) und außerdem Beauftragter für Zeremonien (奏者番, sōjaban). Schließlich wurde er zum Daimyō mit einem Einkommen von 10.000 Koku ernannt und erhielt 1748 ein Festes Haus (jinya) in Nishiōhira (Provinz Mikawa).
Tadasuke ist als außergewöhnlicher Kommissar in die Geschichte eingegangen. Es gibt viele Geschichten über ihn und viele Theaterstücke, die um ihn angelegt sind. Dabei werden ihm meist Handlungen zugeschrieben, die aus chinesischen und indischen Quellen überliefert sind. Tatsache ist, dass seine Begabung früh erkannt und dass er früh gefördert wurde. In der Kyōhō-Periode (1716–1736) führte er eine Reformation der Rechtsprechung durch und stärkte die Unparteilichkeit der städtischen Organe. Auch für die Verwaltung der Stadt Edo mit über einer Million Einwohnern sorgte er durch Verbesserung des Brandschutzes, Armenhilfe, Unterstützung von Volksbräuchen, Maßnahmen gegen Preissteigerungen usw. Zwischen 1722 und 1745 übernahm er auch das Amt des Ansprechpartners für die Bevölkerung in der Umgebung Edos (地方御用掛, jikata goyō-kake), förderte den wirtschaftlichen Aufbau der Kantō-Gegend und organisierte Maßnahmen gegen die häufigen Überschwemmungen.
Tadasuke war breit interessiert und förderte den Forscher zur Nationallehrer Katō Enao, den Naturwissenschaftler Aoki Konyō, den Mathematiker Noda Bunzō, den in der Agrarentwicklung engagierten Tanaka Kyūgu und andere.
Begraben ist Tadasuke auf dem Friedhof des Jōken-ji (Präfektur Kanagawa).

## Nachlass
- Aufzeichnungen, im Wesentlichen aus der Zeit als Jisha-bugyō, sind in den 1970er Jahren gedruckt erschienen als Ōoka Echizen no kami Daisuke nikki.